# Келлехер, Куивин
Куи́вин О́ран Ке́ллехер (ирл. Caoimhín Odhrán Kelleher; 23 ноября 1998 года, Корк, Республика Ирландия) — ирландский футболист, вратарь клуба Премьер-лиги «Брентфорд» и сборной Ирландии.

## Клубная карьера
Присоединился к академии «Ливерпуля» в 2015 году, выступал за команды различных возрастов. Летом 2018 года участвовал в матчах предсезонного турне клуба в США. Впервые попал в заявку основной команды 7 января 2019 года на матч третьего раунда Кубка Англии против «Вулверхэмптон Уондерерс». Был запасным вратарём в победном для его команды финальном матче Лиги чемпионов 2018/2019 против «Тоттенхэма» (2:0) и в игре за Суперкубок УЕФА 2019 против «Челси», который «Ливерпуль» также выиграл. В сезоне 2019/2020 стал регулярно попадать в заявку на матчи Английской Премьер-лиги. Дебютировал за основную команду «Ливерпуля» 25 сентября 2019 года в выездном матче третьего раунда Кубка Английской футбольной лиги против «Милтон-Кинс Донс». В той игре Келлехер совершил несколько впечатляющих сейвов и сохранил свои ворота в неприкосновенности, а «Ливерпуль» победил со счётом 2:0.

## Карьера в сборной

### Юношеские и молодёжные сборные
В 2015 году Келлехер был участником Чемпионата Европы для юношей до 17 лет, где сыграл за сборную Ирландии во всех трёх матчах группового этапа (из группы Ирландия не вышла). Выступал также за сборную до 19 лет. В 2019 году дебютировал за молодёжную сборную Ирландии в матче против Люксембурга.

### Основная сборная
6 ноября 2018 года получил первый вызов в основную сборную Ирландии на товарищеский матч против Северной Ирландии и игру Лиги Наций УЕФА против сборной Дании.

## Достижения
«Ливерпуль»
- Чемпион Англии (2): 2019/20, 2024/25
- Обладатель Кубка Англии: 2021/22
- Обладатель Кубка Английской лиги (2): 2021/22, 2023/24
- Победитель Лиги чемпионов УЕФА: 2018/19
- Обладатель Суперкубка УЕФА: 2019